# The Young’uns
The Young’uns sind eine englische Folkband aus Stockton, County Durham.

## Besetzung
Die Mitglieder sind Sean Cooney, David Eagle und Michael Hughes, die sich als Teenager kennengelernt haben und als Minderjährige in einem örtlichen Pub auf Folkmusik stießen.

## Name
Sie gingen in den Stockton Folk Club, wo „eines Tages jemand sagte: ‚Lass uns einen Song von den Young’uns [von den jungen Leuten] hören‘ und wir diesen einen Vers sangen, den wir aus einem Seemannslied kannten“. Dadurch entstand der Name der Band.

## Diskografie
- Plastic Cod’eads (2008)
- Man, I Feel Like a Young’un (2010)
- When Our Grandfathers Said No (2012)
- Never Forget (2014)
- Another Man’s Ground (2015)
- Strangers (2017)
- The Ballad of Johnny Longstaff (2019)

## Auszeichnungen

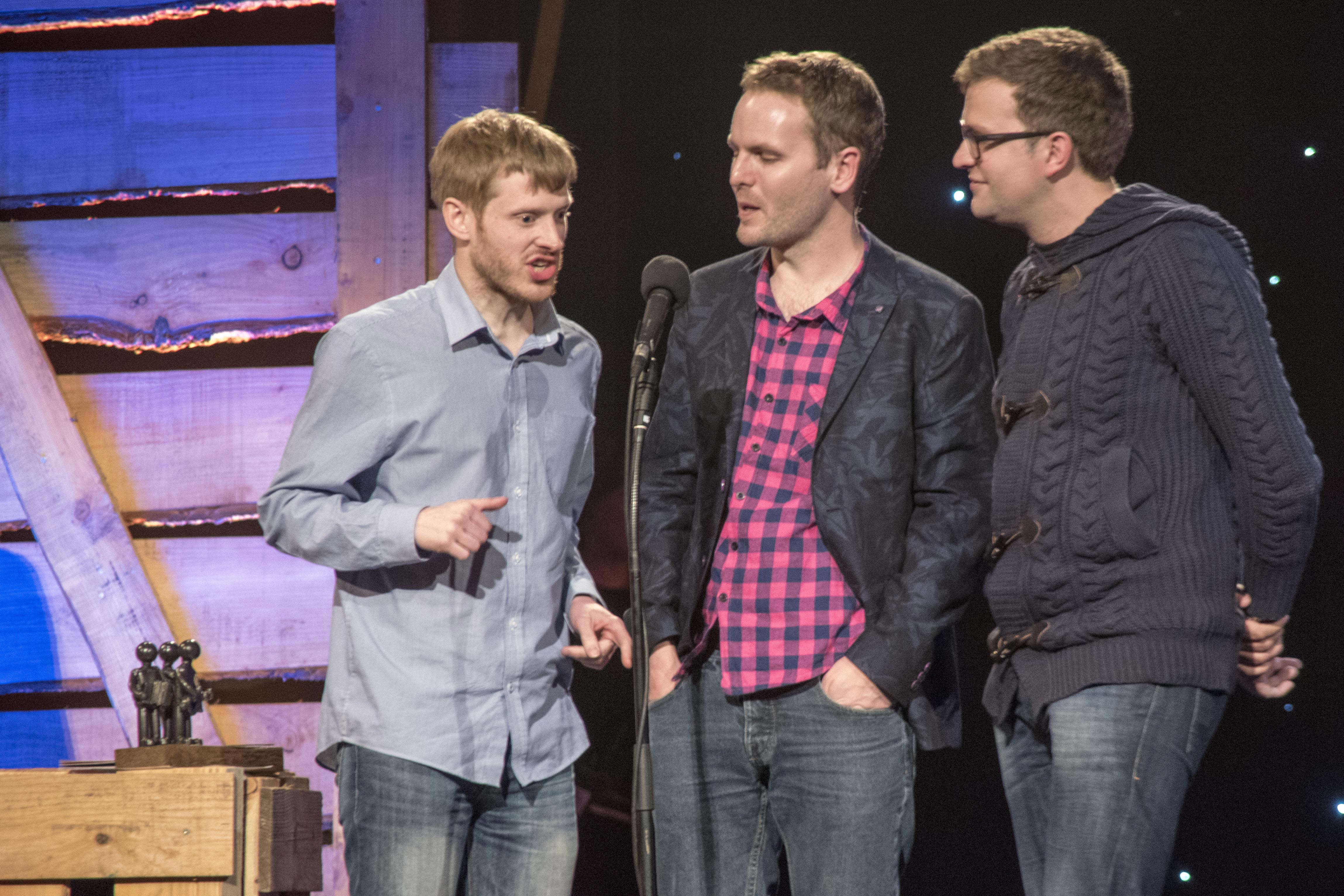
Die Band bei den BBC Radio 2 Folk Awards 2016

2015 und 2016 gewann sie den BBC Radio 2 Folk Awards als „Best Group“ und 2018 als „Best Album“ für Strangers.
- BBC Radio 2 Folk Awards „Best Album“ – Strangers (2018)
- BBC Radio 2 Folk Awards „Best Group“ (2015)
- BBC Radio 2 Folk Awards „Best Group“ (2016)
- Spiral Awards „Best Live Act“ (2015)
- FATEA Awards: „Band/Duo of the Year“ (2014)